# 譬喻經 (義淨)

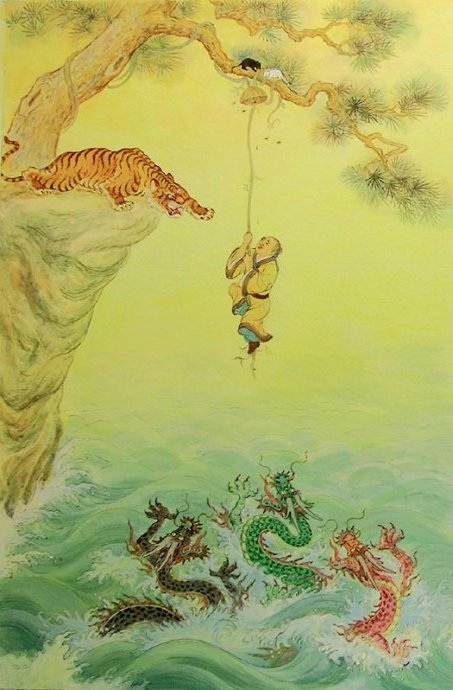
攀藤食蜜圖

譬喻經由義淨所譯，於大正藏中歸類為本緣部。講述釋迦牟尼佛為勝光王說法，以獵人入井喻眾生於輪迴流浪生死，屬寓言類譬喻而非阿波陀那（Avadāna）。類似的故事亦見於《眾經撰雜譬喻》第八則，以及《賓頭盧突羅闍為優陀延王說法經》。

## 經中比喻
| 本體     | 喻體               |
| -------- | ------------------ |
| 曠野     | 無明               |
| 人       | 眾生               |
| 象       | 無常               |
| 井       | 生死               |
| 樹根     | 生命               |
| 黑白二鼠 | 晝夜               |
| 四毒蛇   | 地、水、火、風     |
| 蜂蜜     | 財、色、名、食、睡 |
| 蜜蜂     | 邪思               |
| 野火     | 老病               |
| 毒龍     | 死                 |

## 相關內容
- 譬喻 (佛教)#詞義
- 譬喻經

## 外部連接
1. ↑  李奭學. . 2005  [2021-07-24]. （原始内容存档于2021-07-25）.
2. ↑  .   [2017-07-30]. （原始内容存档于2019-08-04） （中文（繁體））.